# Narodne pripovedke v Soških planinah
Narodne pripovedke v Soških planinah je naslov zbirke slovenskih pripovedk, ki jih je zbral in zapisal Andrej Gabršček. Izšla je leta 1894 v Goriški tiskarni.

## Predstavitev zbirke
V knjigi Narodne pripovedke v Soških planinah je devet pripovedk. Začne se s pripovedko Sirotica, ki govori o »Sirotici« in njeni mačehi ter o polsestri. Sledi ji pripovedka Lucifer se ženi, v kateri se »Lucifer« poroči s tremi sestrami. Tretja pripovedka ima naslov Dva brata, ki govori o njunem življenju. Naslednja pripovedka je Štrijon, v njej pa je govora o dečku, Štrijonu in čudežnem predmetu. Peta pripovedka ima naslov Začaran grad in medved, v kateri se najmlajša kupčeva hčer poroči z medvedom. V šesti pripovedki Mevše so napisane »Mevšetove« dogodivščine, v sedmi z naslovom Kurent, pa »Kurentove« vragolije. Osma pripovedka Mlinar, njegov kuhar in kralj, govori o brezskrbnosti in preizkušnji. V zadnji pripovedki Dobra pridruga se najmlajši brat poroči z dobro žensko.
Glavne književne osebe v pripovedkah so v večini dobrosrčne in ne pohlepne. Vse pripovedke imajo naslov po glavni književni osebi. 
Stranske književne osebe v pripovedkah so po večini pohlepne in egoistične.
Narodne pripovedke v Soških planinah imajo značilnosti pripovedk. Imajo jasno in nedvoumno sporočilo ter so bolj primerne za šolske kot predšolske otroke.  
Prebrane pripovedke govorijo o dobroti in imajo srečen konec ter vsebujejo nauk. Nekatere pripovedke so humorne, vsebujejo pa veliko cerkvenih elementov (kapelica, nebesa, pekel ipd.).  
Uporabljeno je veliko arhaičnih izrazov, vendar le-ti niso nerazumljivi. Za lažje razumevanje so izrazi in besedne zveze razloženi.
V prebranih pripovedkah lahko opazimo vpliv nekaterih drugih zgodb in pripovedi. Pripovedka Sirotica se motivno-tematsko povezuje s Pepelko, pripovedka Štrijon pa z Aladinovo čudežno svetilko. 
Pripovedke imajo zraven naslova v oklepaju napisan kraj izvora, večina je Kobariških, nekaj pa tudi Liveških. Ilustracij v delu ni.